# Brignolia chumphae
Espèce
Brignolia chumphae est une espèce d'araignées aranéomorphes de la famille des Oonopidae.

## Distribution
Cette espèce est endémique de la province de Khon Kaen en Thaïlande. Elle se rencontre dans le parc national de Phu Pha Man à 300 m d'altitude.

## Description
Le mâle holotype mesure 1,74 mm.

## Étymologie
Son nom d'espèce lui a été donné en référence au lieu de sa découverte, Chumphae.

## Publication originale
- Platnick, Dupérré, Ott & Kranz-Baltensperger, 2011 : The goblin spider genus Brignolia (Araneae, Oonopidae). Bulletin of the American Museum of Natural History, no 349, p. 1-131 (texte intégral).